# Equivalente meccanico del calore

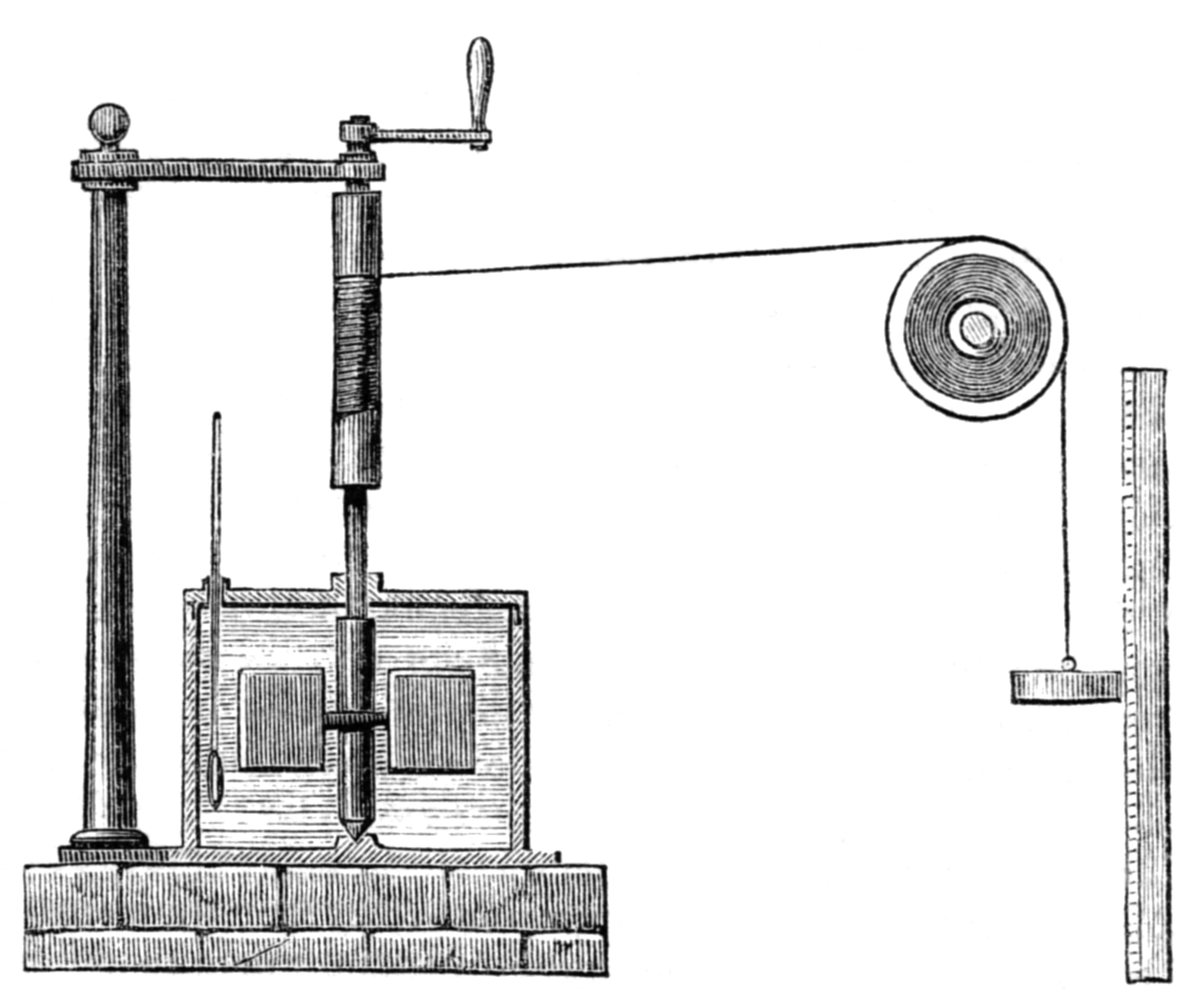
Apparato di Joule per la misura dell'equivalente meccanico del calore.

L'equivalente meccanico del calore fu un concetto fisico che svolse un ruolo importante nello sviluppo della legge di conservazione dell'energia e per la termodinamica del XIX secolo.
Il fisico inglese James Prescott Joule, pubblicò nel 1849 un documento intitolato “On the Mechanical Equivalent of Heat” in cui presentava i risultati dei propri esperimenti per determinare l’equivalente meccanico del calore con uno strumento denominato "mulinello di Joule". Tramite una famosa esperienza effettuò una misura precisa dell'equivalente meccanico della caloria, ottenendo un valore molto preciso per quei tempi (anche grazie all'ottima lavorazione dello strumento effettuata dal meccanico aiutante di Joule) pari a 4,155 J/cal.
In seguito, tramite altre e più sofisticate esperienze di elettromagnetismo, si pervenne al valore di 4,186 J/cal.
Grazie a queste sperimentazioni Joule dimostrò che calore e lavoro meccanico potevano convertirsi direttamente l'uno nell'altro, mantenendo però costante il loro valore complessivo: nelle macchine idrauliche e meccaniche gli attriti trasformano la potenza meccanica perduta (lavoro) in calore e, viceversa, nelle macchine termiche l'effetto meccanico prodotto (lavoro) deriva da una quantità equivalente di calore. In tal modo Joule cominciò a porre le basi sperimentali del primo principio della termodinamica.
James Prescott Joule nell'articolo “On the Mechanical Equivalent of Heat” del 1849 illustra anche gli studi a lui precedenti. 
Conte Rumford
Per lungo tempo è stata favorita l’ipotesi secondo la quale il calore è una forza o una potenza appartenente al corpo stesso, teoria sostenuta dagli esperimenti di Conte Rumford. Egli riuscì a dimostrare che la quantità di calore prodotta forando un cannone non poteva essere attribuita ad un cambio del calore specifico del metallo; e inoltre concluse che il movimento della trivella “comunicava” con le particelle del metallo, producendo il fenomeno del calore. Un altro risultato importante dello stesso scienziato fu la stima della quantità di energia meccanica necessaria per produrre una certa quantità di calore. Facendo riferimento al suo terzo esperimento, egli affermò che  "total quantity of ice-cold water which, with the heat actually generated by friction, and accumulated in 2h 30 min , might have been heated 180 °F, or made to boil, 26'58 Ibs.", ovvero che la quantità totale di acqua ghiacciata che potrebbe essere scaldata a 100 °C cioè fatta bollire con il calore generato dall’attrito e accumulato in 2h e 30m, è pari a 26,58 libbre. Quindi il calore necessario per innalzare la temperatura di una libbra di acqua di un grado F (°C = 1/1.8 ) è equivalente all’energia di 1034 foot-pounds.
Humphry Davy
Verso la fine del 1700 lo studioso Humphry Davy pubblicò un documento intitolato “Researches on Heat, Light and Respiration” in cui diede ampia conferma alle conclusioni di Count Rumford. Egli, infatti, strofinando due pezzi di ghiaccio uno contro l’altro nel vuoto generato da un compressore ad aria, notò che essi in parte si sciolsero, nonostante la temperatura fosse stata mantenuta al di sotto del punto di congelamento. Questo esperimento fu decisamente in favore della teoria, dell’immaterialità del calore: Davy affermò che "the immediate cause of the phenomena of heat is motion, and the laws of its communication are precisely the same as the laws of the communication of motion" ovvero che l’immediata causa del fenomeno del calore è il movimento, quindi le sue leggi sono uguali a quelle del moto.
Pierre Louis Dulong
Le ricerche di P.L. Dulong portarono alla seguente affermazione: uguali volumi di tutti i gas, portati alla stessa temperatura, e sottoposti alla stessa pressione, improvvisamente compressi o dilatati alla stessa frazione del loro volume, liberano o assorbono la stessa quantità assoluta di calore. Questa legga è di estrema importanza nel progresso della teoria del calore, perché prova che l’effetto calorifico è, a determinate condizioni, proporzionale all’energia di espansione.
Robert Mayer
Nonostante le precedenti scoperte, il mondo scientifico, ancora convinto dell’ipotesi che il calore fosse una sostanza, all’unanimità negò la possibilità di generare il calore tramite il movimento. Il primo esperimento in cui viene affermato che l’attrito tra i liquidi genera calore fu effettuato nel 1842 da R. Mayer, il quale affermò di aver innalzato la temperatura dell’acqua da 12 °C a 13 °C agitandola, senza però indicare la quantità di energia impiegata.